# Gimli (Canada)
Gimli è un comune (community) del Canada, situato nella regione di Interlake, provincia di Manitoba, sulla costa occidentale del lago Winnipeg.